# جويمبس
جويمبس (بالفرنسية: Guemps)‏ هي بلدية تقع في إقليم باد كاليه من منطقة نور با دو كاليه في شمال فرنسا. تبلغ مساحة هذه المدينة 15.89 (كم²)، وترتفع عن سطح البحر 3 م، يبلغ عدد سكانها 882 نسمة حسب إحصاء المعهد الوطني للإحصاء والدراسات الاقتصادية سنة 2009 م. وترأس Michel Cousin البلدية خلال فترة (2008-2014).